# Rafe Spall
Rafe Joseph Spall (nascut el 10 de març de 1983) és un actor anglès.
Spall ha aparegut en pel·lícules com Kidulthood (2006), Un bon any (2006), Arma fatal (2007), One Day (2011), Anonymous (2011), Prometheus (2012), La vida de Pi (2012), The World's End (2013), The Big Short (2015), El meu amic el gegant (2016), The Ritual (2017), i Jurassic World: El regne caigut (2018). Spall va interpretar el paper principal de Pete Griffiths a Pete versus Life del 2010 al 2011, i ha interpretat personatges a la sèrie de televisió The Shadow Line  i Black Mirror. Spall també va aparèixer a la pel·lícula derivada Men in Black Men in Black: International (2019).
Des del maig de 2020, Spall protagonitza la sèrie de comèdia d'Apple TV+ Trying.

## Primers de la vida
Rafe Joseph Spall va néixer el 10 de març de 1983 a 12 Dunstan's Road d’East Dulwich, Londres, el segon dels tres fills de Shane (née Baker) i l'actor Timothy Spall. Va rebre el nom del protagonista de The Knight of the Burning Pestle, un paper que el seu pare va fer a la Royal Shakespeare Company i que més tard interpretaria ell mateix, sempre va tenir ambicions d'actuar. El seu pare va ser diagnosticat de leucèmia mieloide quan Rafe tenia 14 anys i va passar els següents 18 mesos en tractament.
Rafe tenia sobrepès quan era adolescent, cosa que anomena una experiència "dolorosa". Com que treia notes baixes a la seva escola, Haberdashers' Aske's Hatcham College, a marxar per convertir-se en actor i es va incorporar al National Youth Theatre als 15 anys. No va poder entrar a les seves escoles de teatre escollides, com RADA, als 17 anys, però hi treballava igualment. Després de ser emès perennement en papers de "gros", va perdre 77 lliures (35 kg) als 19 anys, cosa que li va oferir més oportunitats d'actuació.

## Carrera
Spall ha col·laborat sovint amb Edgar Wright, apareixent a les seves pel·lícules Shaun of the Dead, Arma fatal i The World's End al costat de Simon Pegg i Nick Frost. Spall també va aparèixer al segment de Wright a la pel·lícula de Quentin Tarantino i Robert Rodriguez del 2007 Grindhouse.
El 2007, Spall va actuar per primera vegada amb el seu pare a l'adaptació d’ITV  de A Room with a View interpretant al pare i fill.
El 2011, Spall va protagonitzar la pel·lícula de tragèdia romàntica One Day al costat d'Anne Hathaway.
El 2012, Spall va interpretar l'autor canadenc Yann Martel a la pel·lícula dramàtica guanyadora del Premi Oscar La vida de Pi, dirigida per Ang Lee. La pel·lícula va ser un èxit de crítica i financer, guanyant quatre Premis Oscar i guanyant més de 600 milions de dòlars a la taquilla. El 2013, va interpretar al marit recent casat a I Give It a Year, una comèdia sobre les proves i tribulacions d'una parella durant el seu primer any de matrimoni.
El 2014, Spall va aparèixer al drama coming-of-age X+Y, juntament amb Asa Butterfield i Sally Hawkins, i la comèdia familiar de temporada Get Santa. El 2015, va interpretar a John Hancock a la sèrie de tres parts de History Channel, Sons of Liberty, al costat de Jim Broadbent, i va aparèixer a la comèdia dramàtica biogràfica guanyadora del Premi Oscar The Big Short, juntament amb Christian Bale, Brad Pitt, Ryan Gosling i Steve Carell. També aquell any, Spall va interpretar a Harry Price a Harry Price: Ghost Hunter, l'adaptació d'ITV de la novel·la debut de Neil Spring, The Ghost Hunters. La pel·lícula es va emetre a ITV1 el 27 de desembre.
Spall va interpretar Eli Mills a Jurassic World: El regne caigut (2018), la cinquena entrega de la sèrie Jurassic Park de Steven Spielberg, i dirigida per Juan Antonio Bayona, director de The Impossible.
Des del 2020, Spall té un paper protagonista a la sèrie de comèdia d'Apple TV+ Trying, al costat d'Esther Smith i Imelda Staunton. La primera temporada es va estrenar l'1 de maig de 2020. La segona temporada es va estrenar el 12 de maig de 2021.
També va interpretar a DS Bailey al drama de la BBC del 2020 The Salisbury Poisonings.

## Vida personal
Spall diu que sempre ha lluitat amb el seu pes, arribant a 114 kilos, però va dir que va perdre tants personatges que va intentar aprimar-se, perdent més de 32 quilos. Com el seu pare, és un gran seguidor de Crystal Palace. És patró de l’Actors' Centre.
Al febrer de 2008, Spall va conèixer l'actriu Elize du Toit; es van casar el 14 d'agost de 2010 i vivien a West Kensington, Londres. Tenen tres fills: una filla nascuda l'any 2011, un fill nascut l'any 2012 i un altre fill nascut l'any 2015. El matrimoni va acabar el 2021 i Spall ara està en una relació amb la coprotagonista de Trying Esther Smith, que al maig de 2024 està embarassada del seu primer fill.

## Filmografia

### Cinema
| Any  | Títol                           | Paper                      | Notes |
| ---- | ------------------------------- | -------------------------- | --- |
| 2001 | Beginner's Luck                 | Danny                      | |
| 2004 | Shaun of the Dead               | Noel                       | |
| 2004 | The Calcium Kid                 | Stan Parlour               | |
| 2005 | Green Street Hooligans          | Swill                      | |
| 2005 | The Last Drop                   | Pvt. David Wellings        | |
| 2006 | Kidulthood                      | Lenny                      | |
| 2006 | Un bon any                      | Kenny                      | |
| 2007 | Arma fatal                      | D.C. Andy Cartwright       | |
| 2007 | Grindhouse                      | Featured Ghost             | Segment: "Don't"                                                                                              |
| 2008 | Close                           | Eric                       | [ 16 ] |
| 2009 | The Scouting Book for Boys      | Steve                      | |
| 2009 | Modern Life Is Rubbish          | Liam                       | [ 17 ] |
| 2010 | Behind the Door                 | Bobby                      | |
| 2010 | Sus                             | D.C. Wilby                 | |
| 2011 | Anonymous                       | William Shakespeare        | |
| 2011 | One Day                         | Ian Whitehead              | |
| 2012 | Prometheus                      | Millburn                   | |
| 2012 | La vida de Pi                   | Writer                     | |
| 2012 | Earthbound                      | Joe Norman                 | |
| 2013 | I Give It a Year                | Josh Moss                  | |
| 2013 | The World's End                 | Young Man                  | |
| 2013 | The F Word                      | Ben                        | Also released as What If                                                                                      |
| 2014 | X+Y                             | Martin Humphreys           | Nominada — BIFA al millor actor secundari                                                                     |
| 2014 | Get Santa                       | Steve                      | |
| 2015 | The Big Short                   | Danny Moses                | Nominada – Premi del Sindicat d'Actors de Cinema a la millor interpretació d'un repartiment en una pel·lícula |
| 2016 | El meu amic el gegant           | Mr. Tibbs                  | |
| 2016 | Swallows and Amazons            | Jim Turner / Captain Flint | |
| 2016 | Mum's List                      | Singe                      | |
| 2017 | The Ritual                      | Luke                       | Premi al millor actor al L Festival Internacional de Cinema Fantàstic de Catalunya                            |
| 2018 | Jurassic World: El regne caigut | Eli Mills                  | |
| 2019 | Men in Black: International     | Agent C                    | [ 20 ] [ 21 ]                                                                                                 |
| 2019 | Just Mercy                      | Tommy Chapman              | |
| 2019 | Denmark                         | Herb                       | També estrenada com One Way to Denmark                                                                        |
| 2021 | Un petit contratemps            | Teddy                      | |
| 2024 | William Tell                    | TBA                        | Post-producció                                                                                                |
| TBA  | Rich Flu                        | TBA                        | Post-producció                                                                                                |

### Televisió
| Any          | Títol                              | Paper               | Notes                                 |
| ------------ | ---------------------------------- | ------------------- | ------------------------------------- |
| 2002         | Out of Control                     | Ray                 | telefilm                              |
| 2003         | The Lion in Winter                 | Prince John         | telefilm                              |
| 2004         | The Legend of the Tamworth Two     | Crustie             | telefilm                              |
| 2005         | The Rotters' Club                  | Sean Harding        | 3 episodis                            |
| 2005         | Twisted Tales                      | Dominic             | Episodi: "Death Metal Chronicles"     |
| 2006         | The Romantics                      | John Clare          | Minisèrie                             |
| 2006         | The Chatterley Affair              | Keith               | telefilm                              |
| 2006         | Cracker                            | DS McAllister       | Episodi: "Nine Eleven"                |
| 2006         | Wide Sargasso Sea                  | Edward Rochester    | telefilm                              |
| 2006         | Dracula                            | Jonathan Harker     | telefilm                              |
| 2007         | A Room with a View                 | George Emerson      | telefilm                              |
| 2008         | He Kills Coppers                   | Frank Taylor        | telefilm                              |
| 2008         | Frankie Howerd: Rather You Than Me | Dennis Heymer       | telefilm                              |
| 2009         | Agatha Christie's Marple           | Roger Bassington    | Episodi: "Why Didn't They Ask Evans?" |
| 2009         | Desperate Romantics                | William Holman Hunt | 6 episodis                            |
| 2010–2011    | Pete Versus Life                   | Pete Griffiths      | 11 episodis                           |
| 2011         | The Shadow Line                    | Jay Wratten         | 6 episodis                            |
| 2014         | Black Mirror                       | Joe Potter          | Episodi: "White Christmas"            |
| 2015         | Harry Price: Ghost Hunter          | Harry Price         | telefilm                              |
| 2015         | Sons of Liberty                    | John Hancock        | Minisèrie                             |
| 2016         | Roadies                            | Reg Whitehead       | 10 episodis                           |
| 2018         | Grandpa's Great Escape             | Adult Jack (veu)    | Especial de televisió                 |
| 2019         | The War of the Worlds              | George              | 3 episodis                            |
| 2020         | The Salisbury Poisonings           | DS Bailey           | Sèrie de televisió                    |
| 2020–present | Trying                             | Jason Ross          | Paper principal                       |
| 2022         | The English                        | David Melmont       | Paper principal                       |
| TBA          | Firebug                            | TBA                 | minisèrie futura                      |
| TBA          | Under Salt Marsh                   | Detective Eric Bull | Sèrie futura                          |

### Teatre
- A Prayer for Owen Meany de Simon Bent al National Theatre com a Harold Crosby/Coach Chickering/Larry Lish (2002)[25]
- Just a Bloke de David Watson al Royal Court Theatre com a Nathan (2002)[26]
- The Knight of the Burning Pestle de Francis Beaumont al Young Vic Theatre/Barbican Theatre com a Rafe (2005)[27]
- John Gabriel Borkman de Henrik Ibsen al Donmar Warehouse com a Erhart Borkman (2007)[28]
- Alaska de DC Moore al Royal Court Theatre com a Frank (2007)[29]
- Hello and Goodbye d’Athol Fugard amb l'English Touring Theatre com a Johnny (2008)[30]
- If There Is I Haven't Found It Yet de Nick Payne al Bush Theatre com a Terry (2009)[31]
- Constellations de Nick Payne al Royal Court Theatre com a Roland (2012)[32]
- Betrayal de Harold Pinter al Ethel Barrymore Theater com a Jerry (2013)
- Hedda Gabler de Henrik Ibsen al Royal National Theatre com a Brack (2016)
- Death of England de Roy Williams i Clint Dyer al Royal National Theatre (2020)
- To Kill a Mockingbird d’Aaron Sorkin al Gielgud Theatre (2022)[33]

### Ràdio
- The Real Thing BBC Radio 4 com a Billy (2006)
- Hide BBC Radio 3 com el convict e(2007)
- Words and Music: Crushed BBC Radio 3 com a lector convidat (2008)
- Capital narrador (2012)
- Amok Audible.co.uk com a Oliver (2015)